# سینتیا انلو
سینتیا انلو (انگلیسی: Cynthia Enloe؛ زادهٔ ۱۶ ژوئیهٔ ۱۹۳۸) نظریه‌پرداز سیاسی آمریکایی، نویسندهٔ فمینیست و استاد دانشگاه است. او برای پژوهش در زمینهٔ جنسیت و نظامی‌گری و مشارکت در مکتب فمینیستی روابط بین‌الملل شناخته شده است. او همچنین در رشتهٔ جغرافیای سیاسی فمینیستی تأثیرگذار بوده است.

## موزها، ساحل‌ها و پایگاه‌های نظامی
«موزها، ساحل‌ها و پایگاه‌های نظامی: درک فمینیستی از روابط بین‌الملل» عنوان مشهورترین کتاب انلو است. او در این کتاب جنسیت‌زدگی را مسئله‌ای رایج می‌داند و به برخی از عناصر روزمرهٔ زندگی مدرن مانند صنعت گردشگری می‌پردازد. انلو با توصیفِ ارتباط میان زنان در فرهنگ‌های مختلف در قرن نوزدهم به بررسی استعمار از منظر دیدگاهِ رایج «غرب مردانه» و «شرق زنانه» اشاره می‌کند. انلو به مبارزهٔ جنبش‌های فمینیست در مواجهه با سیاست بین‌الملل از طریق صنعت کار خانگی اشاره می‌کند و می‌نویسد «کار خانگی، تجارتی جهانی با تأثیرات سیاسی است». در طول انقلاب صنعتی، نیاز بسیاری به کارگران خانگیِ زن وجود داشت چرا که زنان طبقهٔ متوسط معتقد بودند که باید از زنانگیِ خود در مقابل کار دستی محافظت کنند.
آدام جونز در یادداشتی پیرامون این کتاب در مجلهٔ سیاست معاصر می‌نویسد: «هیچ‌کسی به اندازهٔ سینتیا انلو به بررسی نقش‌های متعددی که زنان عادی به عنوان کارگران خانگی و صنعتی، کنش‌گران، دیپلمات‌ها و سربازان، همسران دیپلمات‌ها و سربازان، کارگران جنسی و… در نظام بین‌الملل و اقتصاد سیاسی بین‌الملل ایفا می‌کنند، نپرداخته است».